# Constantin Gorski
Constantin Gorski (* 8. September 1823 in Salantai; † Anfang September 1864 in Warschau) war ein polnischer Zoologe deutsch-baltischer Herkunft.

## Leben
Gorski kam im September 1823 im Dorf Salantai zur Welt, das in der Kulturregion Samogitien des russischen Gouvernements Kowno lag. Er gehörte zur Minderheit der sogenannten Litauendeutschen und besuchte zwischen 1836 und 1843 eine Schule in Mitau, der Hauptstadt des benachbarten Gouvernements Kurland – vermutlich das akademische Gymnasium Academia Petrina. Anschließend nahm er zunächst ein Studium in der russischen Hauptstadt Sankt Petersburg auf, wechselte aber bald an die Kaiserliche Universität Dorpat. Dort studierte er zwischen 1845 und 1848 Naturwissenschaften. An der physico-mathematischen Fakultät verteidigte er 1852 die unter der Betreuung von Karl Bogislaus Reichert entstandene Schrift Über das Becken der Saurier. Eine vergleichend-anatomische Abhandlung und wurde zum Magister promoviert. Er widmete diese Arbeit dem ihm freundschaftlich verbundenen Alexander von Keyserling.
Gorski wurde als „reicher Gutsbesitzer“ beschrieben, der „bedeutende Güter in Litauen“ besaß und sich „einzig aus Liebe zur Wissenschaft und zu seinem Vaterlande“ – und „wahrscheinlich nicht aus Mangel an anderen Lebensmöglichkeiten“ – „den Mühen des Lehrberufs“ verschrieben hatte. Als 1861 an der Medizinisch-Chirurgischen Akademie in Warschau der von Jerzy Alexandrovicz (1819–1894) bekleidete Lehrstuhl für Naturgeschichte – dort wurden Vorlesungen zu Zoologie, Botanik und Mineralogie angeboten – umstrukturiert wurde, ernannte man Gorski zum Assistenzprofessor des abgespaltenen Lehrstuhls für Zoologie und vergleichende Anatomie. Im Zuge der Umwandlung der Akademie in die Warschauer Hauptschule war Gorski ab Juni 1862 an dieser tätig. Infolge längerer Auslandsaufenthalte verlor er jedoch bald den administrativen Rückhalt an der Institution und wurde beurlaubt. Ein 1864 unternommener Versuch, seinen Posten zurückzuerhalten, scheiterte.
In der ersten Septemberwoche gleichen Jahres verübte Gorski durch einen Sprung aus dem dritten Stock des Warschauer Hotel de Rome, in dem er weilte, Suizid. Seine Beweggründe blieben unbekannt. Zeitgenossen sprachen jedoch „teils von politischer Kompromittierung, teils von Geisteszerrüttung“. Die Beisetzung erfolgte am 13. September 1864 unter großer Anteilnahme des Hochschulpersonals.

## Wissenschaftliche Leistungen
Gorskis wissenschaftliches Hauptanliegen – das er erstmals in seiner Dissertation 1852 vortrug – war eine Neudeutung der Beckenknochen von Reptilien, wofür er auch eine neue Nomenklatur vorschlug. Es handelte sich um ein myologisches Thema, behandelte also die Wissenschaft von den Muskeln und der Muskulatur. Seine Ideen skizzierte er folgendermaßen (die eckigen Klammern sind nicht Teil des Originaltextes und wurden hier zum besseren Verständnis der Fachbegriffe eingefügt):
„Den bislang als os pubis [Schambein] angesehenen und mit dem gleichnamigen der Säugetiere und Vögel verglichenen Knochen halte ich für ein den Sauriern eigentümliches os ileopectineum, welches dem tuber ileopectineum (eminentia ileopectinea) morphologisch entspricht, und hier, so wie das sonst als Fortsatz des Schulterblattes vorkommende os coracoideum [Rabenbein] bei den Monotremen [Kloakentiere] und Vögeln, als ein besonderer Knochen auftritt. Ferner betrachte ich das sogenannte os ischii [Sitzbein] der Saurier für ein os pubis [Schambein] und das os ilium [Darmbein] derselben für denjenigen Teil des entsprechenden Knochens der Säugetiere, der zur Bildung der Gelenkpfanne beiträgt, hier aber sich besonders nach hinten entwickelt hat und somit zum Teil die Bedeutung des Ramus descendens ischii [eines bestimmten Knochenastes] gewinnt. Das os ischii [Sitzbein] fehlt gänzlich und wird (mit Ausnahme des Krokodils) zum Teil durch ein ihm morphologisch-homologes Gebilde, nämlich durch das von mir so genannte Ligamentum ischiadicum ersetzt, welches nach seinem Verlauf und seiner Lage zu den es umgebenden und von ihm entspringenden Muskeln hauptsächlich dem Ramus ascendens ischii [eines bestimmten Knochenastes] entspricht.“
Darüber hinaus wird Gorski seitens einiger Autoren für den ersten polnischen Wissenschaftler gehalten, der in seinen Vorlesungen auf Charles Darwins evolutionstheoretische Überlegungen einging. Er habe somit am Beginn der polnischen Darwin-Diskurse gestanden. Tatsächlich war Gorski aber ein Anhänger der von Rudolf Virchow propagierten Zelltheorie und stand damit Darwins Ansichten eher kritisch gegenüber.

## Bewertung
In einer Publikation aus dem Jahr 1858 zeigte sich Gorski ernüchtert darüber, dass sich seine Ansicht zu den Beckenknochen der Reptilien nach sechs Jahren „noch wenig Eingang in die zoologischen und vergleichend-anatomischen Schriften [habe] verschaffen können“. Tatsächlich gab es zu seinen Lebzeiten lediglich zwei nennenswerte Erwähnungen seiner Nomenklatur in der wissenschaftlichen Fachliteratur; beide stammen aus dem Jahr 1856. In der deutschsprachigen Übersetzung der zweiten Auflage von Jan van der Hoevens Handbuch der Zoologie wurde auf Gorskis Ideen hingewiesen. Obgleich es sich dabei um eine wertfreie Erwähnung handelte, war Gorski der Ansicht, dass es „das einzige Werk“ sei, in „welchem der Verfasser mit mir übereinzustimmen scheint.“ Im gleichen Jahr erschien auch – von Gorski „langersehnt“ – die zweite Auflage des Handbuches der Zootomie von Carl Theodor von Siebold und Hermann Stannius. Darin behielt Stannius die alte Deutung des Reptilienbeckens bei, obwohl ihm Gorskis Arbeit bekannt war. „Ohne Tatsachen oder anderweitige Gründe beizubringen“ – wie Gorski bemerkte – schrieb Stannius lediglich: „Eine unter Reichert’s Leitung erschienene Abhandlung von Constantin Gorski [...] mühet sich ab, den Beweis zu führen, dass die ossa pubis als ossa iliopectinea, die ossa ischii als ossa pubis aufzufassen seien.“ Gorski zeigte sich hinsichtlich dieser Formulierung erstaunt und enttäuscht:
„In dieser Äußerung, welche noch dazu in einem so hochgeschätzten Handbuche gemacht wurde, liegt etwas polemisches, was mich umso mehr befremden musste, als ich mir nicht bewusst bin, in meiner Abhandlung Herrn Stannius irgendwie zu nahe getreten zu sein. Das Verletzende der Äußerung scheint aber eine noch größere Tragweite in sich zu enthalten, da sie zugleich der Beziehungen meines hochgeehrten Lehrers zu der Arbeit gedenkt. Man mag mir, dem dankbaren Schüler, gestatten, über diesen letzten Punkt stillschweigend umso mehr hinweg zu sehen, als das allgemeine Urteil über die wissenschaftlichen Leistungen des Professors Dr. Reichert dadurch keineswegs beeinträchtigt werden kann. Was mich persönlich anbetrifft, so wird jeder vorurteilsfreie Leser mir zugestehen, dass ich Grund habe, die angeführte Äußerung des Prof. Stannius als eine wenigstens unpassende zu bezeichnen. Sie kann unmöglich auf den Charakter eines wissenschaftlichen Urteils Anspruch machen; denn sie enthält in sich viel eher die Tendenz, meine neue Ansicht zu tadeln und als wertlos ohne weiteres zu verwerfen, als die Intention, dieselbe einer Prüfung zu unterwerfen – was doch bei jeder wissenschaftlichen Kritik der alleinmögliche Weg ist, auf dem Forscher, bei den Verschiedenheiten ihrer Meinungen, zu einer Ausgleichung und einem gegenseitigen Verständnis gelangen können.“
In seinem Aufsatz im Jahr 1858 kommentierte Gorski die Erwähnungen seiner Theorie bei van der Hoeven und Stannius und bemerkte: „Die übrigen Schriftsteller gingen mit Stillschweigen darüber hinweg, ohne meine Untersuchungen zu prüfen und irgendwelchen Gegenbeweis zur Widerlegung meiner Ansicht zu führen, sofern sie dieselbe etwa nicht begründet genug finden sollten.“
Erst mehrere Jahre nach Gorskis Tod fanden seine Ansichten verstärkt Erwähnung in der wissenschaftlichen Fachliteratur – dabei stießen sie aber zumeist auf strikte Ablehnung. Lediglich Max Fürbringer unterstützte in seiner 1869 verteidigten Dissertation Gorskis Ideen, als er schrieb: „Nach einer genauen Prüfung beider Ansichten gebe ich der von Gorsky den Vorzug. Ich habe Gorsky’s Untersuchungen an nahe verwandten Thieren nachuntersucht und kann im Wesentlichen seine Theorien bestätigen.“ Im selben Jahr verwies auch Fürbringers Professor und Mentor Carl Gegenbaur in einer Veröffentlichung als Vergleichsreferenz auf Gorskis Arbeit von 1852, allerdings ohne diese zu bewerten.
Der Niederländer Christiaan Karel Hoffmann nahm zwischen 1877 und 1890 mehrfach Bezug auf Gorskis Deutung der Beckenknochen, die er für „grundfalsch“, „höchst irrtümlich“ sowie „wenig stichhaltig“ hielt. Er bemängelte jedoch nicht nur die Benennung selbst, sondern auch die von Gorski vorgebrachten Gründe für die angebliche Notwendigkeit einer nomenklatorischen Überarbeitung. Hoffmann argumentierte, dass sie „wohl keiner Widerlegung [bedarf]“, da „ein einfacher Blick auf den Verlauf des Nervus obturatorius genüg[e], um nachzuweisen, dass die Gorski’sche Deutung der Beckenknochen unhaltbar“ sei. Irritiert zeigte sich Hoffmann auch dahingehend, dass Stannius 1856 auf die Irrtümlichkeit von Gorskis Arbeit hingewiesen habe, dieser aber dann 1858 versuchte, „nicht allein seine Meinung aufrecht zu halten, sondern auch auf die Beckenknochen der Schildkröten zu übertragen, ohne auch hier wieder irgend welche plausiblen Gründe anzuführen.“ Im Jahr 1880 sprach sich auch Alexander von Bunge gegen Gorskis Ideen aus, setzte sich aber kritisch-konstruktiv mit dessen Arbeiten auseinander.
In einer Veröffentlichung der in Lublin ansässigen Maria-Curie-Skłodowska-Universität aus dem Jahr 1952 wurde Gorski rückblickend zwar als „guter Pädagoge“ bezeichnet – sein Beitrag zur Entwicklung der zoologischen Wissenschaften in Polen sei allerdings „nicht signifikant“ gewesen.

## Publikationen (Auswahl)
- Constantin Gorski: Ueber das Becken der Saurier. Eine vergleichend-anatomische Abhandlung. G. A. Reyher’sche Verlagsbuchhandlung, Mitau und Leipzig, 1852.[21]
- Constantin Gorski: Einige Bemerkungen über die Beckenknochen der beschuppten Amphibien. In: Archiv für Anatomie, Physiologie und wissenschaftliche Medicin. 1858, Seiten 382–389.